# 얼라나 우바크
얼라나 우바크(Alanna Ubach, 1975년 10월 3일 ~ )는 미국의 배우, 성우이다. 애니메이션 영화 《코코》에서 이멜다 할머니 역을 맡았다.

## 출연 작품
- 내가 죽기 전에 가장 듣고 싶은 말
- 코코 - 이멜다 역
- 투 더 본
- 베놈: 라스트 댄스 - 노바 문 역